# Nothobranchius
Nothobranchius (Peters, 1868) är ett släkte bland de äggläggande tandkarparna, av den typ som kallas årstidsfiskar. Samtliga Nothobranchius-arter lever i Östafrika, uteslutande i sötvatten, och har relativt begränsade och från varandra skarpt åtskilda utbredningsområden. Denna isolering har lett till att släktet blivit artrikt, då enskilda populationer fått utvecklas självständigt, i olika riktning. Dessa förutsättningar har också lett till att Nothobranchius och närbesläktade fiskar är mer okänsliga för inavel än de flesta andra typer av fisk.

## Utseende
De flesta Nothobranchius blir som fullvuxna omkring 4 centimeter (honor) och 6 centimeter (hanar), och förevisar en stor könsdimorfism. Hanarna har i så gott som samtliga fall extremt mättade, välutvecklade röda och/eller blå färger, medan honorna är enfärgat bruna eller oansenligt grå.

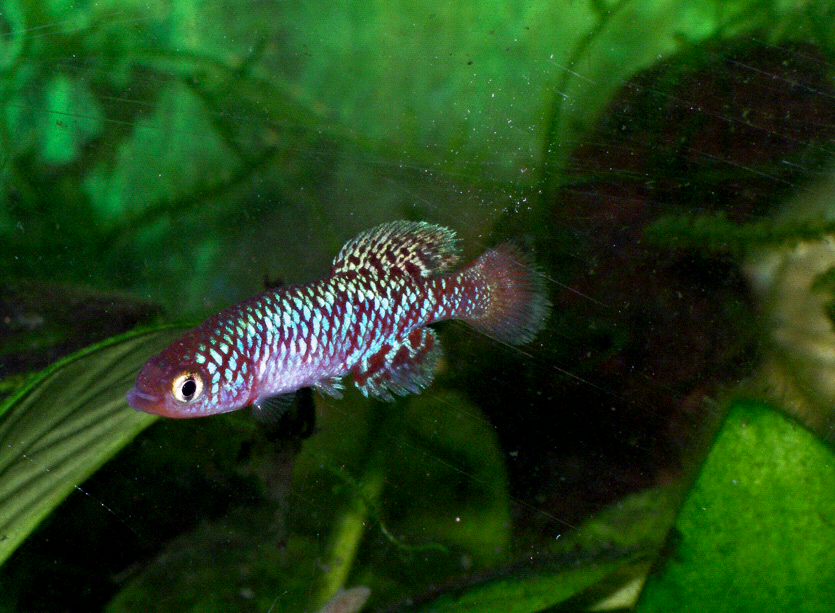
En ung, nyligen utfärgad hane av Nothobranchius rachovii
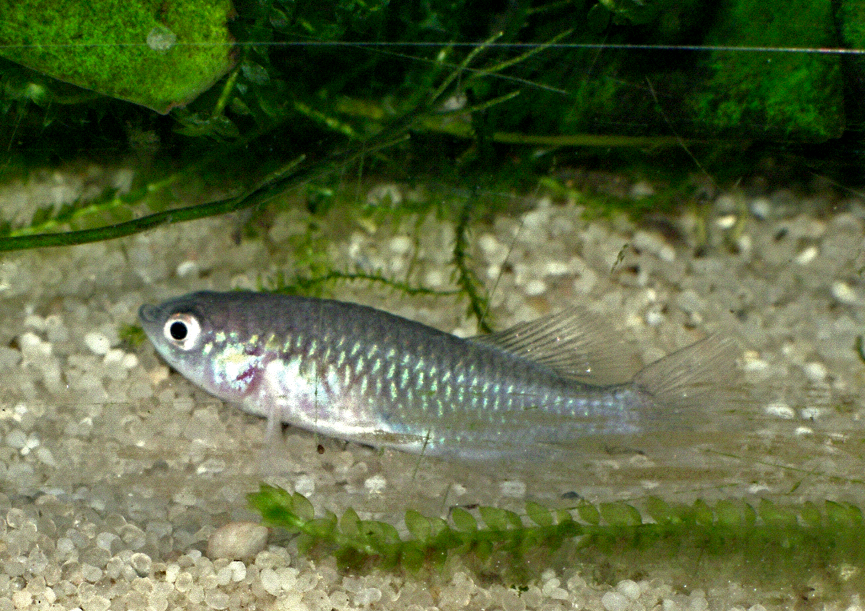
Könsmogen hona av Nothobranchius eggersi
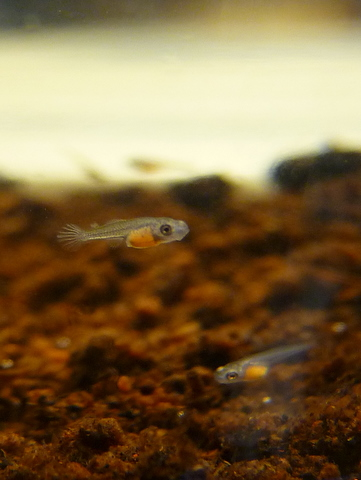
Yngel av Nothobranchius eggersi, fem dygn efter kläckning

## Livscykel
Nothobranchius är kortlivade, och upplever i naturen mycket sällan sin ettårsdag. Detta beroende på att de lever i områden med synnerligen stora skillnader mellan regnperiod och torrperiod, och under den sistnämnda torkar allt flytande vatten ut, varvid de vuxna individerna utan undantag dör. Därav beteckningen "årstidsfiskar". De olika nothobranchiusarterna överlever då endast tack vare de romkorn som avlagts i bottensedimentet, och som kan ligga vilande i en så kallad diapaus många månader, i undantagsfall upp till ett år eller mer, i väntan på nästa regnperiod. Denna livscykel tycks vara hårt kodad i fiskarnas gener, för även i fångenskap blir Nothobranchius sällan över året gamla, trots att det då givetvis inte saknas vatten eller foder.
Regnperioderna varar oftast uppemot nio, tio månader, och under denna tid måste alltså nothobranchiusäggen hinna kläckas och de små ynglen växa upp och bli könsmogna för att hinna leka och avge nya romkorn. Misslyckas detta är risken stor att arten dör ut. Evolutionen har lett till att ynglen därför är extremt snabbväxande: från att bara ha varit 3–4 millimeter långa vid kläckningen växer nothobranchiushanar under goda förhållanden upp till cirka 5 centimeters längd och uppnår könsmognad efter bara sex veckor. Till skillnad från de flesta andra romläggande fiskar är ynglen vid kläckningen relativt väl utvecklade, har redan förbrukat sin gulesäck och kan genast simma fritt. Honorna utvecklas i en något långsammare, men jämnare takt.

## Nothobranchius i fångenskap
Ett stort antal arter odlas i akvarium. Vid odling i akvarier måste man söka efterlikna de naturliga förhållandena, eftersom äggen inte kan utvecklas utan torktid. Man håller då romkornen i lätt fuktad torv i lufttäta behållare under tre till sex månader beroende på art, varefter äggen blötläggs och kläcks i vatten. Alla årstidsfiskar är emellertid ovanliga i zoohandeln, och utbyte av arter och avelsdjur – i form av vuxen fisk eller ägg – sker nästan uteslutande mellan privatpersoner genom ideella specialföreningar.

## Etymologi
Sammansatt av grekiska nothos: "falsk", "oäkta", och branchia: "gälar". Uttal: [no:tho:br’aηki”θss]. Namnet kommer av ett extra par membran utan syreupptagningsförmåga, som ligger mellan gällocket och gälarna.

## Arter
Det finns åtminstone 97 nominella arter beskrivna (per april 2025), samt därtill ett stort antal lokala färgformer. Nedan följer en lista över de flesta arterna.
- Nothobranchius albimarginatus Watters, Wildekamp & Cooper, 1998
- Nothobranchius annectens Watters, Wildekamp & Cooper, 1998
- Nothobranchius bellemansi Valdesalici, 2014
- Nothobranchius bojiensis Wildekamp & Haas, 1992
- Nothobranchius boklundi Valdesalici, 2010
- Nothobranchius brieni Poll, 1938
- Nothobranchius cardinalis Watters, Cooper & Wildekamp, 2008
- Nothobranchius chochamandai Nagy, 2014
- Nothobranchius ditte Nagy, 2018
- Nothobranchius eggersi Seegers, 1982
- Nothobranchius elongatus Wildekamp, 1982
- Nothobranchius elucens Nagy, 2021
- Nothobranchius fasciatus Wildekamp & Haas, 1992
- Nothobranchius flammicomantis Wildekamp, Watters & Sainthouse, 1998
- Nothobranchius foerschi Wildekamp & Berkenkamp, 1979
- Nothobranchius furzeri Jubb, 1971
- Nothobranchius fuscotaeniatus Seegers, 1997
- Nothobranchius geminus Wildekamp, Watters & Sainthouse, 2002
- Nothobranchius guentheri (Pfeffer, 1893)
- Nothobranchius hassoni Valdesalici & Wildekamp, 2004
- Nothobranchius hengstleri Valdesalici, 2007
- Nothobranchius interruptus Wildekamp & Berkenkamp, 1979
- Nothobranchius ivanovae Valdesalici, 2012
- Nothobranchius janpapi Wildekamp, 1977
- Nothobranchius jubbi Wildekamp & Berkenkamp, 1979
- Nothobranchius kadleci Reichard, 2010[5]
- Nothobranchius kardashevi Valdesalici, 2012
- Nothobranchius kafuensis Wildekamp & Rosenstock, 1989
- Nothobranchius kilomberoensis Wildekamp, Watters & Sainthouse, 2002
- Nothobranchius kirki Jubb, 1969
- Nothobranchius korthausae Meinken, 1973
- Nothobranchius krammeri Valdesalici & Hengstler, 2008
- Nothobranchius krysanovi, Shidlovskiy, Watters & Wildekamp, 2010
- Nothobranchius kuhntae (Ahl, 1926)
- Nothobranchius lourensi Wildekamp, 1977
- Nothobranchius lucius Wildekamp, Shidlovskiy & Watters, 2009
- Nothobranchius luekei Seegers, 1984
- Nothobranchius makondorum Wildekamp, Shidlovskiy & Watters, 2009
- Nothobranchius malaissei Wildekamp, 1978
- Nothobranchius melanospilus (Pfeffer, 1896)
- Nothobranchius microlepis (Vinciguerra, 1897)
- Nothobranchius milvertzi Nagy, 2014
- Nothobranchius neumanni (Hilgendorf, 1905)
- Nothobranchius niassa (Valdesalici et al., 2012)[6]
- Nothobranchius nubaensis Bellemans, 2003
- Nothobranchius ocellatus (Seegers, 1985)
- Nothobranchius occultus Valdesalici, 2014
- Nothobranchius oestergaardi Valdesalici & Amato, 2011
- Nothobranchius orthonotus (Peters, 1844)
- Nothobranchius palmqvisti (Lönnberg, 1907)
- Nothobranchius patrizii (Vinciguerra, 1927)
- Nothobranchius pienaari Shidlovskiy, Watters & Wildekamp, 2010
- Nothobranchius polli Wildekamp, 1978
- Nothobranchius rachovii Ahl, 1926
- Nothobranchius robustus Ahl, 1935
- Nothobranchius rosenstocki Valdesalici & Wildekamp, 2005
- Nothobranchius rubripinnis Seegers, 1986
- Nothobranchius rubroreticulatus Blache & Miton, 1960
- Nothobranchius ruudwildekampi Costa, 2009
- Nothobranchius seegersi Valdesalici & Kardashev, 2011
- Nothobranchius steinforti Wildekamp, 1977
- Nothobranchius symoensi Wildekamp, 1978
- Nothobranchius taeniopygus Hilgendorf, 1891
- Nothobranchius thierryi (Ahl, 1924)
- Nothobranchius ugandensis Wildekamp, 1994
- Nothobranchius virgatus Chambers, 1984
- Nothobranchius vosseleri Ahl, 1924
- Nothobranchius wattersi Ng’oma, Valdesalici, Reichwald & Cellerino, 2013[7]
- Nothobranchius willerti Wildekamp, 1992